# Catopsis minimiflora
Espèce
Synonymes
- Tillandsia patriae Rauh
- Tillandsia patriae var. laxiflora Rauh
- Tillandsia patriae var. patriae

Catopsis minimiflora est une espèce de plantes tropicales de la famille des Bromeliaceae, endémique du Mexique.

## Synonymes
- Tillandsia patriae Rauh
- Tillandsia patriae var. laxiflora Rauh
- Tillandsia patriae var. patriae

## Distribution
L'espèce est endémique de deux États du sud du Mexique (Oaxaca et Chiapas).

## Description
L'espèce est épiphyte.